# Convolvulus carduchorum
Convolvulus carduchorum är en vindeväxtart som beskrevs av John Jefferson Davis. Convolvulus carduchorum ingår i släktet vindor, och familjen vindeväxter. Inga underarter finns listade i Catalogue of Life.